# NGC 2830
NGC 2830 je galaksija u zviježđu Risu.

## Vanjske poveznice
- SEDS: NGC 2830